# Fire OS
Fire OS, ein Produkt des Unternehmens Amazon, ist als Android-Derivat sowohl ein Betriebssystem als auch eine Software-Plattform für von Amazon unter eigener Marke vertriebene Hardware. Bei den folgenden Typen bzw. Modellen findet man Fire OS:
- Fire Phone,[1]
- Fire Tablets[2]
- Fire-TV-Geräte[3]
- Echo-Show-Geräte.

Im Gegensatz zur Basis AOSP, die Open-Source-Variante von Android, ist Fire OS nicht Open Source. Amazon veröffentlicht lediglich Quellcode, zu deren Veröffentlichung Amazon durch Open Source Lizenzen verpflichtet ist (z. B. den GPL-lizenzierten Linux-Kernel).

## Unterschiede zu Android
Fire OS unterstützt ab Werk nicht Googles Anwendungen und Dienste, sondern die von Amazon. Unter Fire OS laufen
- Webbrowser: Amazon Silk anstatt Google Chrome.
- Mobile Apps: Produkte aus dem Amazon Appstore anstatt aus dem Google Play Store (per APK-Download lässt sich jedoch nahezu jede Android-App installieren, die auch im Google Play Store verfügbar ist. Verwenden die Apps jedoch die proprietären Google-Play-Dienste (nicht auf Fire OS vorhanden, per APK lässt sich aber auch Google Play nachrüsten), kann der Funktionsumfang eingeschränkt sein (z. B. fehlende Push-Benachrichtigungen) oder die App funktioniert überhaupt nicht).
- Cloud Computing: Amazon Cloud Player[5][6] sowie Amazon Cloud Drive[7] anstatt Google Drive.
- E-Mail-Client: eigene E-Mail-App[8] anstatt Gmail.
- Sprachassistent: Fire-OS-Geräte nutzen den von Amazon selbst entwickelten Sprachassistenten Alexa. Dieser ist vergleichbar mit dem Google Assistant oder Siri von Apple.
- WebView: Amazon System WebView statt Android System WebView.

## Versionen
- Fire OS 3.0 Mojito (basierend auf Android 4.2 „Jelly Bean“)
- Fire OS 4 Sangria (basierend auf Android 4.4 „KitKat“)
- Fire OS 5 Bellini (basierend auf Android 5.1 „Lollipop“, API-Level 22)
- Fire OS 6 (basierend auf Android 7.1.2 „Nougat“, API-Level 25)
- Fire OS 7 (basierend auf Android 9 „Pie“, API-Level 28)
- Fire OS 8 (basierend auf Android 11, API-Level 30)

Die Fire Tablets der 5., 6. und 7. Generation setzen Fire OS 5.6.4.0 als Betriebssystem ein. Die Fire-TV-Geräte der 1. und 2. Generation laufen auf der Betriebssystemversion 5.2.7.7. Der Fire TV der 3. Generation und der Fire TV Stick 4K nutzen Fire OS 6.2.8.0.